# برونو تاوت
برونو تاوت (آلمانی: Bruno Taut; ۴ مهٔ ۱۸۸۰ – ۲۴ دسامبر ۱۹۳۸) معمار اکسپرسیونیست و نویسنده اهل آلمان بود.